# Photographe primitif
Un photographe primitif est une personne ayant utilisé les différentes techniques photographiques mises au point à partir des années 1830 et adoptant une démarche esthétique ou artistique. 
La naissance du « photographe artiste » s'entend face à l'importante production d'images qui découle de cette invention, laquelle englobe aussi bien les champs artistiques, scientifiques que commerciaux. 
Par convention, cette « période primitive » de la photographie en tant qu'art constitue une rupture et prend fin dans les années 1860, avec, entre autres, l'essor des sociétés de photographie à un niveau mondial et la reconnaissance de cette invention par les institutions.

## Définition

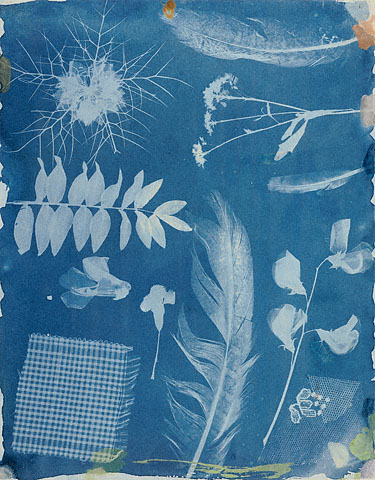
Hippolyte Bayard, Spécimens de plantes, vers 1842, cyanotype, Los Angeles, Getty Center.

C'est Félix Nadar qui a donné ce nom de « primitifs » à la première génération des photographes, catégorie à laquelle il dit appartenir lui-même, en leur consacrant un chapitre dans son essai Quand j'étais photographe. 
La période concernée va de 1840 à 1870.
Après l'engouement, mêlant incrédulité et emballement, que suscitèrent les procédés de Nicéphore Niépce et Louis Daguerre, Nadar distingue trois catégories de photographes :
- les « daguerréotypeurs » comme Charles Chevalier, Noël Paymal Lerebours, Pierre-Ambroise Richebourg, Eduard Vaillat, Adolphe Legros, Jean Nicolas Truchelut[3], le studio Y. Thierry à Lyon et celui de Jean Claudet à Londres ;
- les « photographes » comme Hippolyte Bayard, Alphonse Poitevin, Paul Perier (1812-1897)[4], Gustave Le Gray, Charles Marville, Onésipe et Olympe Aguado, Benjamin et Édouard Delessert, etc., lesquels s'appelaient parfois entre eux des « héliographes », praticiens pour la plupart du calotype, cherchant à améliorer les différents procédés, et qui devaient bientôt se constituer en sociétés d'amateurs ;
- les « photosculpteurs », troisième groupe dans lequel Nadar s'inclut lui-même et dans lequel on trouve aussi bien Eugène Disdéri qui fit fortune avec son procédé de « carte de visite photographique », Jean-Victor Warnod (1812-1892), Camille Silvy, Waléry (père), Louis-Joseph Ghémar, etc., et rappelle que lors de l'Exposition universelle de 1855 à Paris, la photographie connut sa première grande exposition officielle au palais de l'Industrie : « l'année de sa consécration ».

Cette nomenclature chronologique pose toutefois quelques problèmes.
En effet, relativement récente, la notion de « période primitive » en photographie est le fruit d'une nouvelle réflexion menée par des spécialistes de l'iconographie et de l'historiographie, et ce, depuis le milieu des années 1980. Ainsi, l'historienne américaine de la photographie Elizabeth Anne McCauley (en) a depuis lors établi une dichotomie entre « la folie industrielle » qui s'empare d'une ville comme Paris dès 1848 avec la multiplication des boutiques de photographe spécialisées dans les cartes de visite photographique et l'émergence — dès 1840 — d'une catégorie d'amateurs éclairés, plutôt fortunés, décidés à transformer les techniques photographiques, sans pour autant développer de discours d'ordre esthétique, mais prenant leurs distances quant aux usages commerciaux qui ont dès le départ prévalu. Leurs recherches, leurs publications parfois, ont transformé l'approche et l'usage de cette technique et construit un regard photographique original, qui retient aujourd'hui l'attention des spécialistes.
En France, l'emballement du tout public pour le daguerréotype est très tôt manifeste. Il faut donc distinguer la pratique primitive à buts commerciaux d'une pratique primitive à visées artistique et scientifique, qui laisse la place à une forme de naïveté, une certaine simplicité dans l'approche, et donc une forme de primitivisme. Comme le souligne Paul-Louis Roubert :
« Si l’annonce de la naissance de la photographie s’est accompagnée d’un discours institutionnel marqué par l’utopie, il n’en reste pas moins que son implantation sociale dans la France de la monarchie de Juillet se fait avant tout, non par les artistes, non par les scientifiques usant de la photographie, encore moins par la mise en place d’une politique publique d’aide au développement, mais bien par l’implantation d’un petit commerce de portraits photographiques exécutés de manière artisanale par des praticiens aux capacités et aux intentions les plus hétérogènes. Cette pratique primitive de la photographie s’organise autour du daguerréotype qui focalise une première et elle-même primitive théorie de la photographie vue comme populaire, vulgaire, triviale, sans qualités, hors du domaine de l’art et de la culture. »
Ces « petits commerces » installés dans les villes, ces studios qui produisent des dizaines de milliers de portraits, si beaucoup sont anonymes, méritent-ils tous de retenir l'attention des spécialistes ? La même question peut être posée à l'endroit des vues de paysages, de villes, etc. Tout daguerréotypeur produit-il nécessairement un travail intéressant ? De surcroît, l'ensemble des travaux d'amateurs éclairés méritent-ils tous de figurer en salle des ventes ou dans une monographie ? Cette question des limites qui fait appel au jugement critique, aux changements de paradigmes en termes d'esthétique et de représentation, est l'enjeu d'une histoire globale de la photographie et plus précisément du visuel, au moment où les procédés numériques permettent la multiplication à l'infini des images.

## Primitive photography
En anglais, l'expression primitive photography renvoie plutôt aux premiers appareils et procédés de développement mis au point durant la période pionnière de la photographie, ou plus généralement, aux appareils argentiques de type chambre photographique qui, aujourd'hui encore, continuent d'être utilisés soit par des amateurs soit par des artistes.

## Annexe